# Ludwig von Friedeburg
Ludwig von Friedeburg (21 mai 1924, Wilhelmshaven — 17 mai 2010, Francfort) est un homme politique et sociologue allemand.

## Biographie
Fils d'amiral de la Kriegsmarine, Hans-Georg von Friedeburg, il est le plus jeune commandant d'un U-Boot de la Seconde Guerre mondiale. Âgé de seulement vingt ans il commande le U-155 et le U-4710 à la fin de la guerre.
Diplômé de sociologie en 1951, il intègre l'Institut de recherche sociale en 1955. Il passe son habilitation en 1960, sous la direction de Theodor W. Adorno.
Membre du SPD, il devient ministre de l'éducation du Land de Hesse de 1969 à 1974. Au cours de son mandat, il s'efforce d'assouplir l'enseignement scolaire en transformant les écoles secondaires en Gesamtschule (écoles polyvalentes). Assez contestées, ces réformes sont en grande partie amendées en 1987 par le gouvernement chrétien-démocrate de Walter Wallmann.